# Tây Bắc (tỉnh Nam Phi)
Tây Bắc (tiếng Anh: North West) là một tỉnh của Nam Phi, giáp biên giới với các quận Kgalagadi, Nam, Đông Nam Botswana và Kgatleng của Botswana. Tỉnh lị là Mafikeng. Tỉnh nằm ở phía tây của tỉnh đông dân Gauteng.

## Lịch sử
Tây Bắc được thành lập sau khi kết thúc thời kỳ Apartheid vào năm 1994, và gồm nhiều phần của Tỉnh Transvaal và Tỉnh Cape cũ, cũng như hầu hết Bantustan (khu cách li chủng tộc) Bophuthatswana. Tỉnh gần đây phải chứng kiến những vụ xung đột chính trị tại một số nơi như Khutsong, Merafong. (Merafong vì vậy đã được chuyển sang tỉnh Gauteng)